# چانون اشپل
چانون اشپل (انگلیسی: Channon Roe؛ زادهٔ ۲۷ اکتبر ۱۹۶۹) یک هنرپیشه اهل ایالات متحده آمریکا است.
از فیلم‌ها یا برنامه‌های تلویزیونی که وی در آن نقش داشته‌است می‌توان به  مهمانی ساحل روانی و نمی‌توانم صبر کنم اشاره کرد.